# フライングフィッシュ (潜水艦)
フライングフィッシュ (USS Flying Fish, SS/AGSS-229) は、アメリカ海軍の潜水艦。ガトー級。艦名はトビウオ科の総称に因む。その名を持つ艦としては1838年からのチャールズ・ウィルクスの南極探検隊に加わった小型スクーナー以来2隻目。なお、退役から16年後にスタージョン級原子力潜水艦24番艦として3代目「フライングフィッシュ (SSN-673) 」が就役している。

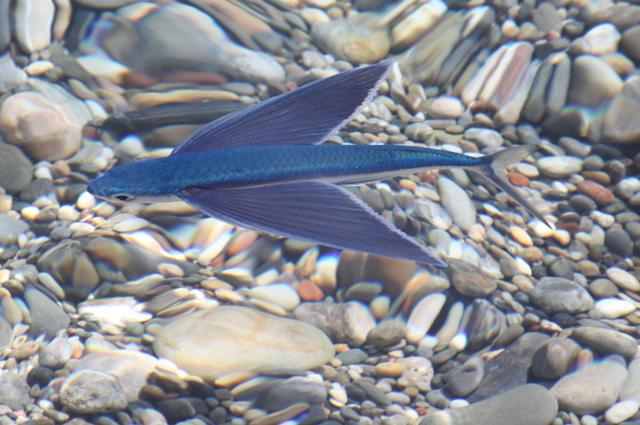
イダテントビウオ（Tropical two-wing flying fish）

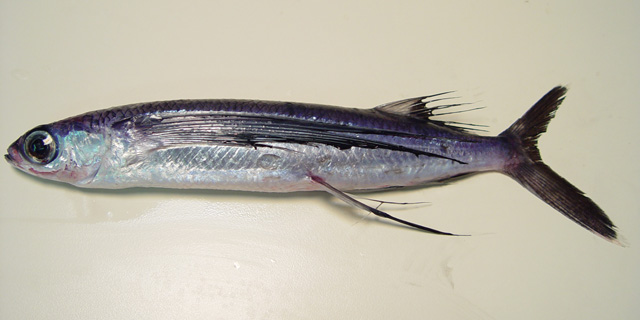
ブラックウィング・フライングフィッシュ（Blackwing flying fish）

## 艦歴
「フライングフィッシュ」はメイン州キタリーのポーツマス海軍工廠で起工。1941年7月9日にドロシー・キンメル（ハズバンド・キンメル海軍大将の妻であり、トーマス・C・キンケイド海軍大将の妹）によって進水し、艦長グリン・R・ドナホ少佐（アナポリス1927年組）の指揮下、真珠湾攻撃からわずか2日後の1941年12月10日に就役する。

### ミッドウェー海戦・第1の哨戒 1942年6月 - 7月
「フライングフィッシュ」は1942年4月に所定の訓練を終え、5月2日に真珠湾に回航された。5月17日、真珠湾を出撃しミッドウェー島で給油の後、ミッドウェー島に来襲が予想される日本艦隊に対する警戒艦の1隻としてミッドウェー海戦に参加した。6月4日から6日まで警戒艦として活動した後、6月9日にミッドウェー島に一旦帰投し整備を行った。
6月11日、最初の哨戒で台湾方面へ向かった。6月17日、北緯26度07分 東経157度23分 / 北緯26.117度 東経157.383度の地点で5,000トン級タンカーを発見して魚雷を二度にわたり計7本発射し、2本が命中したと判断されたが、相手は高速で走り去っていった。6月30日には北緯26度40分 東経121度03分 / 北緯26.667度 東経121.050度の地点で日米交換船「コンテ・ヴェルデ (SS Conte Verde) 」を発見。翌7月1日、「フライングフィッシュ」は北緯26度23分 東経120度48分 / 北緯26.383度 東経120.800度の地点で4,500トン級輸送船を発見して魚雷を3本発射。しかし魚雷は命中せず、相手は中国大陸沿岸部の島嶼間を縫ってどこかに去ってしまった。7月3日夕刻には北緯26度31分 東経121度03分 / 北緯26.517度 東経121.050度の地点で大型輸送船、深夜に入り北緯26度18分 東経121度00分 / 北緯26.300度 東経121.000度の地点で峯風型駆逐艦と思しき艦艇を発見して魚雷を2本発射したが、命中しなかった。7月4日にも北緯25度58分 東経122度04分 / 北緯25.967度 東経122.067度の地点で1,000トン級大型漁船に対して魚雷を1本発射したが、これも命中しなかった。結局、「フライングフィッシュ」は1隻の戦果も挙げることができなかった。7月25日、51日間の行動を終えてミッドウェー島に帰投した。

### 第2の哨戒 1942年8月 - 9月
8月15日、「フライングフィッシュ」は2回目の哨戒でトラック諸島方面に向かった。8月25日、トラック北方の海域に到着。3日後の8月28日、2隻の駆逐艦と哨戒機に守られてトラック北水道から環礁内に入ろうとした日本艦隊と遭遇した。この艦隊は、アメリカ海兵隊のガダルカナル島上陸に呼応し、連合艦隊司令長官・山本五十六大将が乗艦していた連合艦隊旗艦の戦艦「大和」と空母「大鷹」、駆逐艦3隻で構成された艦隊であり、第二次ソロモン海戦の間接掩護を打ち切ってトラックに帰投するところだった。「大和」を金剛型戦艦と判断し、「大和」を目標に魚雷4本を発射したが、4本のうち1本は艦尾をかすめ、残る3本のうちの2本は信管が鋭敏すぎたか手前で爆発してしまった。しかし、爆発音を聞き「大和」の右舷側に水柱が2本立ったのを観測した「フライングフィッシュ」のドナホ艦長は命中と思い込んだ。
「フライングフィッシュ」は第二撃で駆逐艦を狙い、魚雷2本を発射しようと準備を行っていたが、その時、上空を哨戒していた「大和」搭載の零式水上偵察機が「フライングフィッシュ」を爆撃。それに呼応して駆逐艦「潮」と「漣」が猛烈な爆雷攻撃を2時間にわたって行い、特に「潮」は45個もの爆雷を投下した。「フライングフィッシュ」の絶縁器具や機器類、エンジン室が大なり小なりダメージを受け、艦尾発射管に搭載していた魚雷1本も爆発のショックで誤作動を起こし故障してしまった。「フライングフィッシュ」は深く潜航してようやく猛烈な攻撃から逃れることが出来た。8月29日の早朝になって浮上し、応急修理を施して哨戒を続行したが、5日後の9月2日、北緯07度46分 東経151度57分 / 北緯7.767度 東経151.950度の地点でトラックに入港しようとした特設捕獲網艇「厚栄丸」（甘糖産業汽船、863トン）と交戦した。630mの至近距離から魚雷を2本放ったものの、1本は命中したが不発に終わり、もう1本は命中せず、逆に「厚栄丸」から爆雷攻撃を受けた。「フライングフィッシュ」は深深度潜航で避退しかけたが、8発の爆雷で後部を中心に浸水が発生。潜舵もダメージを受け人力操舵に切り替えて操作する羽目となった。2度にわたってダメージを受けた「フライングフィッシュ」は哨戒を中止。9月15日、31日間の行動を終えて真珠湾に帰投した。

### 第3、第4、第5の哨戒 1942年10月 - 1943年5月
10月27日、「フライングフィッシュ」は3回目の哨戒でマーシャル諸島方面に向かった。11月3日から4日にかけてはミリ環礁沖で哨戒。その後ソロモン諸島方面に移動し、11月14日と12月4日、12月8日に3度攻撃を行った。11月14日に南緯06度51分50秒 東経159度59分30秒 / 南緯6.86389度 東経159.99167度の地点で行われた攻撃は、第三次ソロモン海戦の戦場に向かう近藤信竹中将の旗艦である重巡洋艦「愛宕」に対するものであり、魚雷を6本発射したが命中しなかった。12月4日には、南緯08度13分 東経158度19分 / 南緯8.217度 東経158.317度の地点でレーダーにより目標を探知し、やがてその姿を見せた駆逐艦に対して水上攻撃で魚雷を4本発射し、1本が命中して駆逐艦1隻を撃沈したと判断される。続いて別の駆逐艦に対して魚雷を2本発射したが命中しなかった。12月8日にも南緯07度43分 東経157度27分 / 南緯7.717度 東経157.450度のニュージョージア島最北端ヴィスヴィス岬近海で4隻の駆逐艦を発見して魚雷を4本発射し、この攻撃でも駆逐艦1隻に魚雷を1本命中させて撃沈したと判断された。12月16日、50日間の行動を終えてブリスベンに帰投した。
1943年1月6日、4回目の哨戒でマリアナ諸島方面に向かった。ビスマルク諸島、カロリン諸島を抜けてグアムと台湾間の航路に到着。1月26日、グアム島アプラ港内に貨物船が停泊しているのを認めた。「フライングフィッシュ」は港外から攻撃することとし、満潮を待ってサンゴ礁越しに貨物船に向けて魚雷を発射、命中させた。この貨物船は特設運送船「東海丸」（大阪商船、8,359トン）であり、「東海丸」は魚雷命中により航行不能となった後、5月5日に「パーミット (USS Permit, SS-178) 」、8月27日に「スナッパー (USS Snapper, SS-185) 」からの雷撃を受けて沈没した。
2月6日にはテニアン島で荷役中の特設運送船「那岐山丸」（三井船舶、4,392トン）に対して魚雷を3本発射して1本を命中命中させ、同船は沈没を防ぐため浅瀬に座礁した。間を置いて駆逐艦と思しき艦艇に対して魚雷を1本発射したが、これは命中しなかった。2月16日にも、北緯18度35分 東経145度55分 / 北緯18.583度 東経145.917度のパガン島沖で特設運送船（給糧）「日向丸」（日本海洋漁業、994トン）を撃沈した。2月28日、54日間の行動を終えて真珠湾に帰投した。
3月24日、5回目の哨戒で日本近海に向かった。4月12日、北緯41度22分 東経141度29分 / 北緯41.367度 東経141.483度の尻屋崎沖で輸送船「第十二札幌丸」（犬上商店、2,862トン）に対して魚雷を4本発射し1本を命中させ、同船は大破漂流の末沈没した。翌4月13日には北緯41度58分 東経141度15分 / 北緯41.967度 東経141.250度の地点で陸軍輸送船「崎戸丸」（日本郵船、9,247トン）に対して魚雷を4本発射し、2つの爆発音が聞こえて命中と判断されたが、実際には「崎戸丸」から約100m離れた所で爆発したものであり、「崎戸丸」はこれを「特殊機雷」と報告した。4月15日には北緯41度58分 東経141度08分 / 北緯41.967度 東経141.133度の恵山岬灯台の沖合いで陸軍輸送船「青龍丸」（北日本汽船、1,904トン）を撃破。
4月17日にも北緯42度00分 東経143度20分 / 北緯42.000度 東経143.333度の襟裳岬沖で陸軍輸送船「天穂丸」（巴組汽船、2,774トン）に対して魚雷を4本発射して1本を命中させて撃沈し、4月24日にも北緯41度42分 東経141度20分 / 北緯41.700度 東経141.333度の津軽海峡東口で輸送船団を攻撃し、輸送船「春日丸」（嶋谷汽船、1,374トン）を撃沈した。5月1日には北緯41度00分 東経141度25分 / 北緯41.000度 東経141.417度の地点で輸送船「東栄丸」（荻布海商、2,324トン）に対して魚雷を4本発射し、2本が命中と判断されて同船を撃破した。5月11日、フライングフィッシュは48日間の行動を終えてミッドウェー島に帰投。ドナホ艦長はチャールズ・A・ロックウッド少将から5連続哨戒を労う休暇を与えられ、艦長がフランク・T・ワトキンス大佐（アナポリス1922年組）に一時的に代わった。

### 第6の哨戒 1943年6月 - 7月
6月2日、「フライングフィッシュ」は6回目の哨戒で台湾方面に向かった。6月10日、北緯24度55分 東経145度30分 / 北緯24.917度 東経145.500度の小笠原諸島近海で発見した輸送船団に対して攻撃を行い、魚雷を3本発射して1つの命中を得たと評価される。台湾海峡に到着して後の7月2日、北緯24度42分 東経119度00分 / 北緯24.700度 東経119.000度あるいは北緯25度07分 東経119度18分 / 北緯25.117度 東経119.300度の泉州沖で輸送船「広東丸」（東亜海運、2,827トン）を発見し、魚雷を4本発射して3本を命中させて撃沈。7月10日には北緯25度25分 東経133度43分 / 北緯25.417度 東経133.717度の地点で輸送船団を発見して2日間にわたって追跡したが、燃料の都合によりやむなく追跡を断念した。7月11日には北緯24度05分 東経135度33分 / 北緯24.083度 東経135.550度の地点で38メートルほどの帆船を銃撃、炎上させて撃沈した。
7月27日、55日間の行動を終えて真珠湾に帰投。2度目のオーバーホールに入り、休暇を終えたドナホ少佐が艦長に復帰した。

### 第7の哨戒 1943年10月 - 11月
10月4日、「フライングフィッシュ」は7回目の哨戒でパラオ方面に向かった。この途中、「空母『冲鷹』が日本本土へ向けて北上中」という無電を受信し、10月18日未明、北緯19度31分 東経145度20分 / 北緯19.517度 東経145.333度のサイパン島北方でジグザグで航行中の「冲鷹」に向けて魚雷6本を発射し爆発音が聞こえて1本命中と判断されたが、実際にはいずれも「冲鷹」には全く届いておらず、「冲鷹」はそのまま横須賀に向けて去っていった。10月27日夜、北緯12度02分 東経134度28分 / 北緯12.033度 東経134.467度の地点でフ607船団を発見し、午前と午後の二度にわたる攻撃で魚雷を計10本発射して海軍徴傭船「南満丸」（山下汽船、6,550トン）を撃沈した。日付が10月28日に変わったあとの三度目の攻撃では「第31号哨戒艇」に対して魚雷を4本発射するも命中せず、明け方にも四度目の攻撃で魚雷を3本発射したが、命中しなかった。11月6日、34日間の行動を終えてミッドウェー島に帰投。艦長がロバート・D・リッサー少佐（アナポリス1934年組）に代わった。

### 第8、第9、第10の哨戒 1943年11月 - 1944年7月
11月30日、「フライングフィッシュ」は8回目の哨戒で台湾方面に向かった。12月16日、北緯22度14分 東経120度06分 / 北緯22.233度 東経120.100度の高雄沖合いで第447船団を発見し、魚雷を3本発射して輸送船「銀洋丸」（日本郵船、8,613トン）を撃沈。12月27日には北緯21度25分 東経118度05分 / 北緯21.417度 東経118.083度の高雄沖でヒ27船団を発見し、二度にわたって魚雷を計8本発射して特設運送船（給油）「久栄丸」（山下汽船、10,172トン）に4本命中させてその行き足を著しく遅くさせ、三度目の攻撃で魚雷を2本命中させて撃沈した。1944年1月28日、59日間の行動を終えて真珠湾に帰投した。
2月22日、9回目の哨戒で南西諸島方面に向かった。3月12日午前、北緯25度57分 東経131度19分 / 北緯25.950度 東経131.317度の北大東島東泊地に停泊中の輸送船「泰仁丸」（山本汽船、1,937トン）を撃沈したのに続き、3月15日深夜の北緯27度31分 東経128度26分 / 北緯27.517度 東経128.433度の地点における沖502船団に対する攻撃では魚雷を4本発射して1本の命中と判断され、日付が3月16日に変わった直後は北緯27度38分 東経128度38分 / 北緯27.633度 東経128.633度の沖永良部島沖で再び沖502船団を発見し、魚雷を6本発射して輸送船「安山丸」（興国汽船、5,493トン）を撃沈した。
明け方にも北緯28度06分 東経128度57分 / 北緯28.100度 東経128.950度の地点で沖502船団への攻撃を行ったが、発射された4本の魚雷は命中しなかった。3月30日には北緯27度05分 東経128度10分 / 北緯27.083度 東経128.167度の地点で4隻の輸送船団を発見して魚雷を4本発射するも命中せず、4月1日には北大東島に舞い戻り、泊地に停泊中の陸軍船「南丸」（拿捕船/三井船舶委託、2,398トン/元パナマ船ソルビケン・カペラ）を撃沈した。4月11日、49日間の行動を終えてマジュロに帰投した。
5月4日、10回目の哨戒でフィリピン東方海面に向かった。5月25日朝、北緯11度12分 東経135度14分 / 北緯11.200度 東経135.233度のヤップ島北西370km地点付近で、第3503船団から分離してサイパンからやってきた船団を発見。まず輸送船「大阪丸」（日本郵船、3,740トン）の右舷に魚雷を命中させ、次いで海軍徴傭船「台東丸」（大阪商船、4,466トン）にも魚雷を命中させて両船を撃沈し、船団を全滅させた。その後、「フライングフィッシュ」はパラオとサンベルナルジノ海峡の間を重点的に哨戒するよう命じられた。6月13日、タウイタウイ沖で小沢治三郎中将麾下の第一機動艦隊を監視していた「レッドフィン (USS Redfin, SS-272) 」が艦隊の出撃を確認し、通報したためである。第一機動艦隊は「フライングフィッシュ」が行動している海域を通過することが予想された。
6月15日16時30分、「フライングフィッシュ」は北緯12度47分 東経124度22分 / 北緯12.783度 東経124.367度の地点で、サンベルナルジノ海峡を通過した第一機動艦隊を発見。艦隊には少なくとも3隻の戦艦と3隻の空母がいると思われ、戦艦のうち1隻は長門型戦艦であろうと識別される。「フライングフィッシュ」がこのとき発見したのは、第一機動艦隊の前衛である丙部隊（栗田健男中将）であった。「フライングフィッシュ」はただちに追撃したものの潜航状態では到底追いつけず、発見から約2時間後の日没とともに接触を失い。日没後に浮上し艦隊発見を司令部に通報した。「フライングフィッシュ」自体は直後のマリアナ沖海戦で直接戦果を挙げることはなかったが、情報で間接的に勝利に貢献した。6月23日まで哨区にとどまった後マヌス島に針路を向け、6月30日にマヌス島に寄港。7月5日、61日間の行動を終えてブリスベンに帰投した。

### 第11の哨戒 1944年8月 - 10月
8月1日、「フライングフィッシュ」は11回目の哨戒でフィリピン方面に向かった。8月9日に「フラウンダー (USS Flounder, SS-251) 」とともにマヌス島に寄港し、補給の後ダバオ湾の哨区に到着。8月22日、「フライングフィッシュ」は北緯06度08分 東経125度45分 / 北緯6.133度 東経125.750度の地点で輸送船団を発見して攻撃態勢に入ったが、反撃に出た千鳥型水雷艇と思しき艦艇と交戦し、魚雷を3本発射したものの命中しなかった。8月29日、ミオス・ウンディ島に寄港して給油を行い、哨戒を再開した。9月7日、北緯01度11分 東経124度28分 / 北緯1.183度 東経124.467度のアムラン湾沿いの陸岸を観測していた所、1機の九九式双発軽爆撃機と3機の一式戦闘機、塔のような建築物が見え、これを日本側の秘匿飛行場の存在を示す証拠として通報。それらは程なく実施された第38任務部隊（マーク・ミッチャー中将）によるこの地方への攻撃に役立った。「フライングフィッシュ」はセレベス島方面で搭乗員救援等の任務に従事した後本国へ針路を向け、10月18日にミッドウェー島に寄港。10月22日、81日間の行動を終えて真珠湾に帰投。ハンターズ・ポイント造船所に回航されてオーバーホールに入った。

### 第12の哨戒 1945年5月 - 7月・バーニー作戦
5月29日、「フライングフィッシュ」は12回目の哨戒でバーニー作戦に参加して日本海に向かった。このバーニー作戦は、この時点の日本に残されたほぼ唯一の重要航路に打撃を与えるものであり、対馬海峡の機雷原突破と日本海を悠然と航行する日本船は、目標の減少に嘆いていた潜水艦部隊にとっては絶好のスリルであり獲物であった。この作戦には9隻の潜水艦が投入され「ヘルキャッツ」 Hellcats と命名された。各潜水艦は三群に分けられ、「シードッグ (USS Sea Dog, SS-401) 」艦長のアール・T・ハイデマン少佐（アナポリス1932年組）が総司令となった。「フライングフィッシュ」は「ボーフィン  (USS Bowfin, SS-287) 」「ティノサ (USS Tinosa, SS-283) 」と共にウルフパック「リッサーズ・ボブキャッツ」Risser's Bobcats を組み、第一陣「ハイデマンズ・ヘップキャッツ」 Hydeman's Hep Cats が5月27日に出撃してから48時間後に出航し、対馬海峡に進出した。
リレー式に対馬海峡を突破した「シードッグ」以下の潜水艦は三群それぞれの担当海域に向かい、6月9日日の出時と定められていた攻撃開始を待った。「リッサーズ・ボブキャッツ」は朝鮮半島東岸に進出した。6月10日午前、「フライングフィッシュ」は北緯41度40分 東経129度52分 / 北緯41.667度 東経129.867度の清津港沖で海上トラック（2E型戦時標準船）と目された輸送船「多賀丸」（日之出汽船、2,220トン）を発見して、魚雷を3本発射してこれを撃沈。翌6月11日未明には北緯41度47分 東経131度44分 / 北緯41.783度 東経131.733度の羅津沖26海里の地点で陸軍船「明星丸」（川崎汽船、1,893トン）に対して魚雷を3本発射して撃沈した。6月13日昼ごろには北緯42度07分 東経130度13分 / 北緯42.117度 東経130.217度の地点で4,000トン級輸送船とトロール船型護衛艦を発見し、それぞれの目標に対して魚雷を3本ずつ発射したが、この攻撃は成功しなかった。さらに6月15日には北緯41度50分 東経129度55分 / 北緯41.833度 東経129.917度の清津港と羅津間の海域でレーダーにより小型ボートの群れを探知し、2時間ばかりの攻撃で10隻ばかりを撃沈して2隻を海岸に座礁させた。6月20日午後にも北緯41度45分 東経129度50分 / 北緯41.750度 東経129.833度の清津港近海で6,700トン級輸送船に対して魚雷を3本発射したが、1本が海岸に命中して爆発し、他の2本も命中せず、輸送船は清津港に引き返していった。
「フライングフィッシュ」は僚艦とともに、6月24日夜に宗谷海峡西側に到着。6月19日に富山湾で討ち取られた「ボーンフィッシュ (USS Bonefish, SS-223) 」以外の、「シードッグ」以下の各潜水艦は翌25日正午に濃霧の中を二列縦陣、浮上航行で海峡を通過し、オホーツク海に入った。7月4日のアメリカ独立記念日、「フライングフィッシュ」は36日間の行動を終えて真珠湾に帰投した。

### 戦後

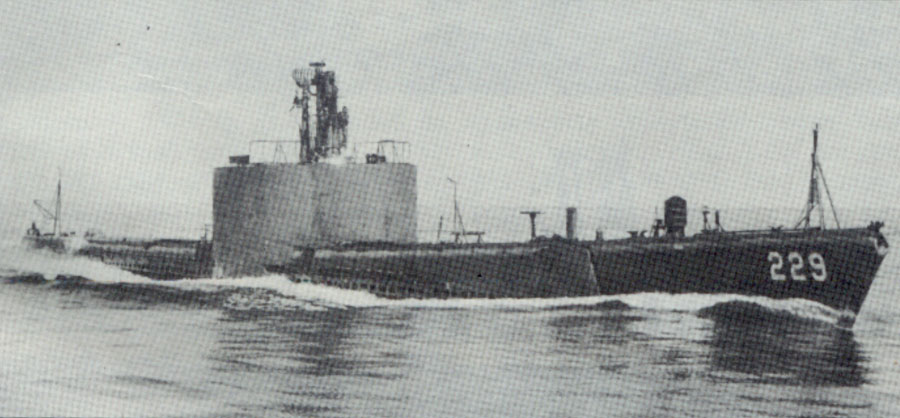
南北戦争のモニターのような、ソナーを内蔵した司令塔を装着したフライング・フィッシュ (US Navy photo/ Sea Classics Magazine)

戦争が終わると、「フライングフィッシュ」は9月21日にニューロンドンに凱旋した。続く8年にわたってニューロンドンを拠点としてロングアイランド・サウンドおよびブロックアイランド・サウンドにて予備役兵の訓練、バージニア岬沖で外国海軍の兵員に対する訓練、カリブ海での大規模演習への参加、港の訪問を行った。1950年11月29日に AGSS-229 （実験潜水艦）に艦種変更される。1951年1月11日に予備役訓練艦隊の旗艦任務を完了し、水中音響研究所のソナー実験に参加する。1952年2月29日、午前10時53分に5,000回目の潜水を記録した。これはアメリカ海軍潜水艦中初めての達成であった。この達成を記念してダン・キンボール海軍長官が参加してのパーティが開かれた。1953年12月31日に予備役となり、1954年5月28日にニューロンドンで退役、1959年5月1日にスクラップとして売却された。
「フライングフィッシュ」は12回の哨戒で、第11回を除く全てが成功として記録された。フライングフィッシュは第二次世界大戦の戦功で12個の従軍星章を受章した。撃沈した敵艦の総トン数は58,306トンに上る。